# Our Town (1940)
Our Town is een Amerikaanse dramafilm uit 1940 onder regie van Sam Wood. Destijds werd de film in Nederland uitgebracht onder de titel Ons dorp.

## Verhaal
In de film wordt het verhaal geschetst van de bewoners van het dorp Graver's Corner in 1901, 1904 en 1913. Emily is de dochter van de chef van een lokale krant. Ze wordt verliefd op de dokterszoon George. Hun leven, huwelijk en problemen worden gevolgd. 

## Rolverdeling
| Acteur             | Personage         |
| ------------------ | ----------------- |
| William Holden     | George Gibbs      |
| Martha Scott       | Emily Webb        |
| Fay Bainter        | Mevrouw Gibbs     |
| Beulah Bondi       | Mevrouw Webb      |
| Thomas Mitchell    | Dokter Gibbs      |
| Guy Kibbee         | Mijnheer Webb     |
| Stuart Erwin       | Howie Newsome     |
| Frank Craven       | Mijnheer Morgan   |
| Doro Merande       | Mevrouw Soames    |
| Philip Wood        | Simon Stimson     |
| Ruth Tobey         | Rebecca Gibbs     |
| Douglas Gardner    | Wally Webb        |
| Arthur B. Allen    | Professor Willard |
| Charles Trowbridge | Dokter Ferguson   |
| Spencer Charters   | Agent Warren      |